# 森和実
森 和実（もり かずみ、1950年〈昭和25年〉1月8日 - ）は、日本の政治家。元愛知県尾張旭市長（1期）、元尾張旭市議会議員（5期）。

## 来歴
愛知県東春日井郡旭町（現・尾張旭市）出身。尾張旭市立渋川小学校、尾張旭市立旭中学校、名古屋市立北高等学校卒業。1972年3月、名古屋学院大学経済学部卒業。同年4月、石油販売会社に就職。尾張旭市議会議員、市議会議長を務めた。
尾張旭市長の水野義則が2018年12月31日付で辞職。これに伴い2019年2月3日に行われた市長選挙に自民党・公明党の推薦を受けて立候補し、立憲民主党・国民民主党の推薦を受けた元市議の大島もえを小差で破り初当選した。
※当日有権者数：67,454人 最終投票率：48.70%（前回比：pts）
| 候補者名 | 年齢 | 所属党派 | 新旧別 | 得票数   | 得票率 | 推薦・支持                     |
| -------- | ---- | -------- | ------ | -------- | ------ | ------------------------------ |
| 森和実   | 69   | 無所属   | 新     | 16,650票 | 51.53% | （推薦）自民党・公明党         |
| 大島もえ | 42   | 無所属   | 新     | 15,664票 | 48.47% | （推薦）立憲民主党・国民民主党 |

2022年9月6日、市議会定例会で体調不良を理由に次期市長選挙に立候補せず1期で退任する意向を示した。